# Ёвня
Ёвня (бел. Ёўня) — посёлок в Болотнянском сельсовете Рогачёвского района Гомельской области Белоруссии.

## География

### Расположение
В 44 км на северо-восток от районного центра и железнодорожной станции Рогачёв (на линии Могилёв — Жлобин), 105 км от Гомеля.

### Гидрография
На реке Гутлянка (приток реки Днепр).

## Транспортная сеть
Транспортные связи по просёлочной, затем автомобильной дороге Довск — Славгород). Застройка деревянная, усадебного типа.

## История
Основан в начале 1920-х годов переселенцами из соседних деревень на бывших помещичьих землях. В 1931 году жители вступили в колхоз. Согласно переписи 1959 года в составе колхоза имени В. И. Ленина (центр — деревня Болотня).

## Население

### Численность
- 2004 год — 10 хозяйств, 17 жителей.

### Динамика
- 1959 год — 55 жителей (согласно переписи).
- 2004 год — 10 хозяйств, 17 жителей.